# نووروسوفسکا
نووروسوفسکا (به لاتین: Novourusovka) یک منطقهٔ مسکونی در روسیه است که در استان آستراخان واقع شده‌است.